# Peret
Peret, pseudonimo di Pedro Pubill Calaf (Mataró, 24 marzo 1935 – Barcellona, 27 agosto 2014), è stato un cantante spagnolo.
È probabilmente il più famoso interprete della rumba catalana, nota anche come rumba di Barcellona. Il suo modo di suonare la chitarra, chiamato "ventilador", che consiste nell'usare la cassa di risonanza come strumento a percussione, ha assicurato la sua reputazione e ispirato molti imitatori.
Ha rappresentato la Spagna all'Eurovision Song Contest 1974. Si è esibito durante la cerimonia di chiusura delle Olimpiadi 1992.

## Biografia

### Gioventù
Peret nasce a Mataró, a Los Corrales, in un piccolo insediamento di gitani, dove rimase fino a quattro anni, quando la famiglia si trasferì in Calle Salvadors a Barcellona.
Figlio di Rosa e Manuel, un venditore ambulante di tessuti, accompagna il padre nei suoi viaggi in Catalogna e nelle Baleari e non frequenta nessuna scuola. Prima di consacrare la sua vita alla rumba catalana, Peret si dedicò ai mestieri più diversi: falegname, tappezziere, rigattiere, venditore di tessuti.
Cantava e suonava la chitarra a casa, con la famiglia e gli amici/compagni gitani al bar El salchichón, nel Raval di Barcellona, senza avere la minima idea che anni dopo sarebbe diventato il re della rumba catalana. Ha creato, all'età di dodici anni, con suo cugina Pepi Becas il duo Los Hermanos Montenegro che ha fatto la sua prima apparizione pubblica al teatro Tivoli di Barcellona, durante un festival per bambini.
Nel 1957 registrò un disco che passò inosservato e continuò la sua vita di venditore ambulante. Ha preso parte ad alcuni programmi radiofonici sulla costa catalana, dove ha acquisito una piccola reputazione che ha iniziato a crescere a Barcellona. Quindi registra due dischi che vengono regolarmente trasmessi sulle onde radio locali.
Il suo matrimonio con Fuensanta Escudero (Santa) (1957–2008), una gitana di famiglia, in seguito lo ispirò per la canzone Mi Santa, che sarebbe stata una delle sue canzoni più popolari.

### Successo
A metà degli anni '60 si trasferisce a Madrid, quando viene assunto da El Duende, un tablao di flamenco appartenente a Pastora Imperio e Rafael Vega de los Reyes, ed è lì che inizia la sua scalata. Alcune delle sue esibizioni, come "El Muerto Vivo" del colombiano González Arenas, hanno iniziato ad avere molto successo tra persone di diversa estrazione sociale.
Mentre la musica anglosassone è di moda ovunque, le rumbas di Peret suscitano anche l'entusiasmo di alcuni giovani, e in questo momento si è verificato un fenomeno molto significativo che Manuel Román ha descritto nel suo libro Memoria de la copla:
Oltre ad essere un musicista, Peret era anche un attore cinematografico. Fa il suo debutto come attore in Los Tarantas, un film del 1963.
Nel 1967 incise "Una lágrima" versione rumba di un valzer (Me pedías un beso) del maestro Monreal, che ebbe un successo strepitoso, diventando una delle canzoni dell'estate del 1968, partecipando al Gala du MIDEM, tenutosi a Cannes. Memorabile la versione italiana, che iniziò a portare la sua rumba nelle città spagnole ed europee, prima, per poi fare il salto in America. In questo periodo la musica di Peret, potente e vertiginosa, con influenze dal mambo e rock and roll: suonavano costantemente su stazioni radio, jukebox, taverne, casinò, discoteche, feste.
Negli anni successivi continua i successi con El gitano Antón, Don Toribio Carambola, Saboreando, ¡Lo mato!, Si fulano fuese mengano, Chaví, Qué cosas tiene el amor, A mí las mujeres ni fu ni fa, Castigadora e Tracatrá. Molti dei suoi più grandi successi derivano da uno stile di son cubano chiamato guaracha, che influenzò notevolmente la rumba catalana. Un esempio di questo è il guaracha "¡Lo mato!", del cubano Ñico Saquito. Peret racconta che da giovane si recava al nightclub di Rialto, a ballare i mambo di Pérez Prado, vestito da rocker: per lui la commistione di musica cubana e rock è fondamentale nella creazione della rumba catalana.
Nel 1969 la corsa spaziale USA-Russia era al suo apice. Si sapeva che gli Stati Uniti avrebbero inviato una spedizione sulla Luna nel luglio di quell'anno. E Peret ha presentato la rumba “Don Toribio Carambola”, un gitano che è impazzito e vuole andare sulla Luna, successo travolgente.

### Gli anni '70 e la partecipazione all'Eurovision
Il suo capolavoro è senza dubbio Borriquito, brano uscito nel 1971, il successo estivo in tutta Europa e che coincide con il boom turistico che fa della Spagna una meta mondana, che ha contribuito a rendere la canzone popolare in tutto il mondo, soprattutto nei Paesi Bassi. Questa canzone è stata ampiamente acclamata anche in Messico e America Latina, il che ha fatto sì che altre canzoni di uno stile simile raggiungessero il mercato latinoamericano. Borriquito fu in seguito incisa e tradotta come cover da artisti come Raffaella Carrà, Los Reyes, Calva y Nada e Bernard Menez.
Il suo secondo grande successo internazionale è "Es preferible reír que llorar" del 1972, molto popolare in America Latina e soprattutto in Argentina e Uruguay. In effetti, è la sua canzone più conosciuta e ascoltata in questi paesi, anche decenni dopo la sua uscita, e la frase "è preferibile ridere che piangere" è diventata popolare, rimanendo nel linguaggio popolare, almeno, fino al primo anni degli anni 90.
Nel 1974 ha provato ancora una volta a sfondare in Europa rappresentando la Spagna all'Eurovision Song Contest tenutosi a Brighton, ma la sua canzone Canta y sé feliz è finita al nono posto. 
Nel 1975 si è esibito in un festival musicale che si è svolto a El Aaiún in onore delle truppe spagnole, durante la Marcia verde, insieme a Rosa Morena, Karina, Lolita Sevilla, Arena Caliente e il comico Chicho Gordillo. Si tenne per due giorni nel Terzo Tercio Sahariano della Legione Don Juan de Austria, dove si esibì davanti a più di 12.000 persone, tra capi, ufficiali e soldati.
Peret compone diverse canzoni in catalano, una delle più famose delle quali è El mig amic, dedicata a suo padre. Scritta dopo Manuel Vázquez Montalbán, il padre di Pepe Carvalho, questa è la migliore canzone di Nova Cançó.

### Il ritiro dalle scene
Inaspettatamente, nel 1982 Peret abbandonò radicalmente la sua attività artistica e si unì alla sezione di Barcellona della Chiesa Evangelica di Filadelfia. Per nove anni esercitò sotto il nome di "Hermano Pedro" opere religiose con dedizione esclusiva. In seguito, senza abbandonare il suo credo religioso, cessò la sua attività pastorale e fondò una casa di produzione discografica.
Proprio una delle sue rumbas religiose fu il germe di uno dei suoi successi più a tutto tondo: Gitana hechicera. Peret non ottenne la musica che cercava quando gli fu commissionato il tema per la chiusura dei Giochi Olimpici di Barcelona e lui ha ricordato il ritornello di una delle sue canzoni di chiesa: "Gesù Cristo è potente, Gesù Cristo ha potere". Ha cambiato Gesù Cristo per Barcellona e il testo della rumba è uscito da solo.
Peret finì per disilluso dalla chiesa, la descrisse come una setta, e la lasciò nello stesso momento in cui iniziò a comporre canzoni per altri, come Chipen o Los Amaya. "Ogni volta che prendevo un taxi mi dicevano la stessa cosa, di cantare di nuovo", ha spiegato in un'intervista a Justo Molinero.

### Il ritorno e gli anni '90
Ritorna nel mondo della musica nel 1991, componendo la canzone rappresentativa per la Spagna all'OTI Song Festival, tenutosi ad Acapulco, Messico. La canzone si chiamava "Bésame" ed è stata eseguita da suo nipote Joel, che sarebbe stata inclusa nel suo album. Il Festival consisteva in una semifinale e una finale, e la canzone di Peret arrivò alla finale del concorso.
È stato nuovamente sotto i riflettori internazionali partecipando alla cerimonia di chiusura dei Giochi Olimpici di Barcellona il 9 Agosto del 1992 allo stadio Lluís Companys, insieme a Los Manolos, Los Amaya e altri esponenti della rumba catalana. Eseguì il brano "Gitana hechicera", dedicato alla città di Barcellona, brano che fu uno dei successi di quell'estate.
Nel 1998 è stato insignito della Cruz de Sant Jordi. Nel 2000, Peret ha registrato un nuovo album: Rey de la rumba, un album di versioni aggiornate delle sue vecchie canzoni insieme a solisti e gruppi pop come Jarabedepalo, El Gran Silencio, Carlos Jean, Fermín Muguruza e David Byrne (dei Talking Heads).

### Gli anni 2000 e la morte

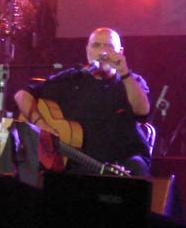

Nel 2005 ha partecipato al primo libro interamente a lui dedicato: Peret, el alma de un pueblo (Península Ediciones) della poetessa e scrittrice Cèlia Sànchez-Mústich (sua nipote "paya"). È una lunga conversazione intima tra zio e nipote in cui si approfondiscono i pensieri e le esperienze di vita del re della rumba catalana.
Nel 2006 partecipa al disco tributo a Joan Manuel Serrat, dal titolo Per al meu amic Serrat (Discmedi, 2006), in cui interpreta il brano a ritmo di rumba “Me'n vaig a peu” in lingua catalana.
Nel 2007 presenta un nuovo album con brani inediti, intitolato Que raise el dedo, e prepara il libro La Biblia de la Rumba. In quell'anno, Joan Manuel Serrat e Joaquín Sabina rendono omaggio a Peret incorporando la canzone "El muerto vivo" nel repertorio del loro tour congiunto Dos pájaros de un tiro. Nel primo concerto a Barcellona al Palau Sant Jordi, Peret accompagna sul palco i due cantautori. Peret partecipa all'album collettivo de La Marató de TV3 nella sua edizione 2007, con una versione catalana del brano “Live is life” (“Vine amb mi”) del gruppo austriaco Opus.
Il 3 maggio 2011, la città di Mataró gli ha conferito il titolo di figlio prediletto della città in riconoscimento della sua carriera professionale e come creatore della rumba catalana. È la prima volta che il consiglio comunale di questa cittadina mediterranea concede questo riconoscimento.
Nonostante il suo distacco politico, nel 2013 partecipa al Concerto per la Libertà organizzato da Ómnium al Camp Nou, con i brani "L'emigrant" e la nuova versione di Gitana Hechicera da “Barcelona poderosa” diventò “Cataluña poderosa” /  "Catalunya té molt poder".
Suo nipote, anche lui musicista e chitarrista Dani Pubill, assunse la direzione musicale di Peret negli ultimi undici anni.
Il 30 luglio 2014 Peret ha annunciato ai media di soffrire di cancro, ritirandosi dal palco per svolgere le sue cure e tornare il prima possibile in buona salute. Il 27 agosto 2014 è morto all'ospedale Quirón di Barcellona a causa di un cancro ai polmoni all'età di 79 anni, è stato sepolto accanto a suo nonno, nel cimitero di Dels Caputxins a Mataró, Barcellona.
Durante il funerale, con la bara aperta, i sette musicisti che di solito accompagnavano Peret hanno rispettato i suoi desideri e hanno cantato due rumbas che ha cantato così tante volte: Porque yo me iré e El Muerto vivo. Ai piedi della bara furono poste due chitarre, una con la quale era solito accompagnarsi nelle sue esibizioni e un'altra realizzata con i garofani dalla sua famiglia.

## Vita privata
Da sempre considerato un conquistatore nato e un grande amante delle donne "Sono seducente senza volerlo. Non ho mai legato una donna, mai in vita mia. La cosa più seducente è essere naturali". Peret amava molto le donne, gitane e non. Andò a vivere con una pagana, Lola, a Valencia; una relazione interrotta perché sua madre, Rosita, simulò una grave malattia per fargli giurare che avrebbe sposato una gitana.
Si sposò, all'età di 22 anni, nel 1957 con Santa (Fuensanta Escudero) che si unì alla famiglia allargata che viveva nell'appartamento del Raval. Alla fine degli anni '70 quando la famiglia Pubill aveva già lasciato l'appartamento di calle Salvadors alle spalle, prima si trasferirono nel quartiere dell'Eixample e, con una situazione finanziaria più confortevole, ne acquistarono un altro nella zona alta di Barcellona, a Tenor Viñas e una fattoria a Mataró dove si stabilì l'intera famiglia: un regno di donne, chiaramente, e dove Peret giocava a squash. Dall'unione con Santa nascono due figli, Pedro (1966) e Rosa.
Nel 2008, a 73 anni, lascia la casa di famiglia, innamorato di Cristina, una gitana di 19 anni. Li aveva presentati in aereo Paló, un altro dei patriarchi della rumba catalana e fratello di Tío Toni, come era conosciuto tra i gitani Toni Valentí, il palmero che era sempre alla destra di Peret. Insieme si trasferirono ad abitare in un piccolo appartamento che un amico rumbero ha dato loro nel paese di Sant Sadurní D'Anoia. Alcune persone della loro comunità non hanno visto favorevolmente questa relazione, incluso lo stesso Paló, che ha interrotto la sua amicizia con il cantante. Peret e Cristina hanno vissuto ardentemente il loro idillio senza curarsi dell'opinione degli altri, ma il loro amore è durato poco più di un anno. Da quel momento in poi Cristina è scomparsa e non si è più saputo nulla.
Negli ultimi anni, Peret ha condiviso la sua vita con Roberta, una giovane donna brasiliana, con la quale ha vissuto a Mataró (Barcellona). Berta, come lui la chiamava, si prese cura di lui fino ai suoi ultimi giorni, sapendo che stava passando un brutto periodo, così come la sua famiglia, alla quale era molto legato nonostante la sua separazione da Fuensanta.
Non divorziò mai dalla moglie Santa, disapprovato nella tradizione gitana. I due non smisero mai di essere nella vita dell'altro. Si sono visti, c'era un bel rapporto tra loro, un legame, per gli anni di matrimonio, per i figli, per i ricordi. Ma non per amore, che "era stato esausto molto tempo prima, anche se abbiamo continuato a vivere sotto lo stesso tetto per un po".

## La Rumba Catalana

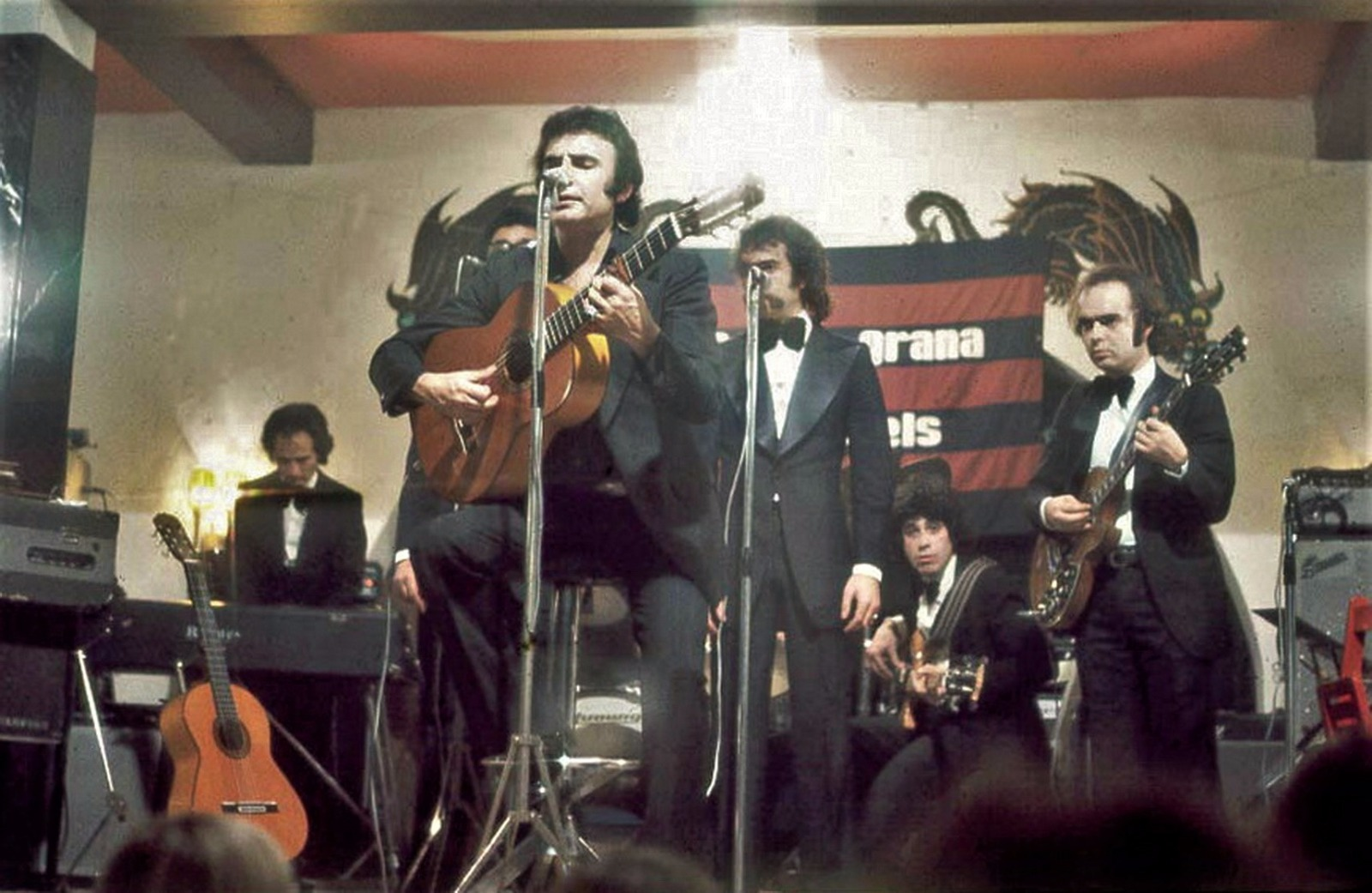

È conosciuto come il re della rumba, ma sarebbe più giusto riferirsi a Peret come il creatore della rumba catalana, o della pop rumba, come è stata anche chiamata, con grande senso.
Un genere emerso alla fine degli anni '50 del secolo scorso a seguito di una sua idea molto geniale: unire il mambo e il rock and roll, o quello che è lo stesso di Elvis Presley con Pérez Prado. Dal rock Peret ha preso in prestito il ritmo, dal mambo (per estensione della musica cubana e caraibica), ha mantenuto l'armonia e quei metalli che ha cercato di trasferire alle corde della sua chitarra spagnola, non al flamenco. Inoltre, con la chitarra, suonava le percussioni, una tecnica che, anni dopo, sarebbe stata conosciuta come il "ventaglio".
Peret ha offerto tutto questo con la sua impronta gitana, che non era flamenco, come di solito si crede, perché il suo era qualcosa di nuovo, diverso, con il quale prendeva le distanze dal flamenco rumba che si praticava in alcuni quartieri di Barcellona. Poi, insieme ai suoi amici di 4 de la Cera (Chacho Valentí, El Serdo, Toni Valentí, Joanet) mise in pratica un'altra idea che gli frullava per la testa: creare palme completamente diverse da quelle conosciute, perfettamente misurate palmi delle mani ed eseguito, che funzionava come uno strumento a percussione senza precedenti, con una propria entità, battendo le mani che poteva essere trascritto in uno spartito.
Palmas è uno stile di battimani che gioca un ruolo essenziale nella musica flamenca. Era usato per aiutare a punteggiare e accentuare la canzone e la danza. Un buon palmas può sostituire la musica, come nel corrillo alla fine di uno spettacolo. I bravi "palmisti" possono aiutare i musicisti mantenendo un tempo forte, o il ballerino accentuando la fine o l'inizio di una frase. In ogni caso, la comprensione di palos è essenziale.
Così è nata la rumba catalana, nel quartiere Portal di Barcellona. Proprio Peret, insieme a El Pescailla, è considerato il fondatore del genere, che era una sorta di risposta al rock'n'roll della comunità gitana di Barcellona.

### La rivendicazione della rumba catalana

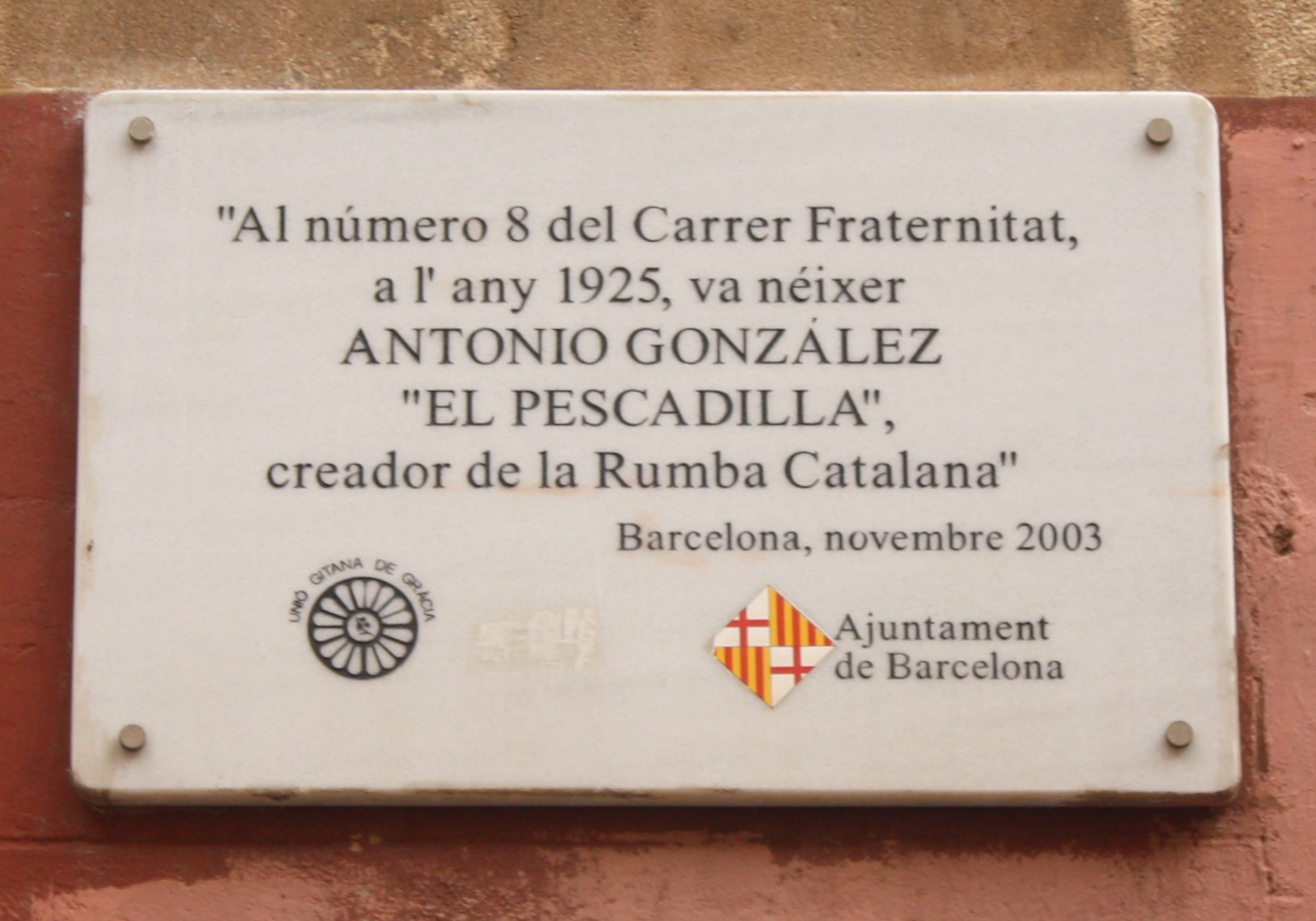

Alcuni attribuiscono la nascita della rumba catalana anche al chitarrista Antonio González, "El Pescaílla", che era il marito della grande Lola Flores, tra l'altro anche lui gitano catalano che viveva nel quartiere Barcellona di Gracia. Ogni volta che i due "padri" della rumba si incontravano pubblicamente, rivendicavano il loro posto nell'Olimpo della paternità, ma a parte quella disparità incoraggiata dai seguaci di entrambi, andavano molto d'accordo. Non hanno mai registrato insieme, ha condannato il Pescailla. Ma hanno condiviso il palco del tablao di Pastora Imperio e Gitanillo de Triana (Rafael Vega de los Reyes). Ognuno al suo posto, Antonio che accarezza la chitarra e Peret, come un Mick Jagger di flamenco, che saltella con essa. Una delle poche esibizioni insieme, risale al 1993, dove interpretano live il brano "Una Lagrima".
Va detto che sebbene la maggior parte degli esperti faccia notare che il padre della rumba catalana era Antonio González 'El Pescaílla' (nel 2003 il Comune di Barcellona ha apposto una targa sulla strada dove è nato in cui appare come 'creatore della Ruma Catalana') ammettono che colui che è stato il vero 'Rey de la Rumba Catalana' in tutto questo tempo è Pedro Pubill Calaf 'Peret'.

## Discografia
Peret era solito esibirsi e registrare molti dei suoi singoli e album sotto il nome del gruppo Peret y sus Gitanos sin dal 1964. Il gruppo era formato oltre che da Peret, dai suoi inseparabili palmeros (battimani), Toni Valentí (Tío Tony) e Peret Reyes (El Huesos), che lo accompagnavano con un ritmo unico nel suo genere. Ha registrato la sua ultima canzone, Maruzzella, una versione dell'italiano di Renato Carosone, dieci giorni prima di morire. Questa è stata l'ultima delle 300 canzoni che ha composto o interpretato nel corso della sua vita, anche per altri cantanti e gruppi, in una carriera iniziata in un concorso a cui partecipò all'età di 12 anni al teatro Tívoli di Barcellona, accompagnato dal cugino, con il nome d'arte de Los Hermanos Montenegro.

### Album[13]
- 1967 - Peret - Discophon
- 1967 - Peret - Discophon
- 1968 - Peret - Vergara
- 1969 - Gypsy Rhumbas - Discophon
- 1971 - Peret - Ariola
- 1972 - Peret - Ariola
- 1973 - Peret - Ariola
- 1975 - Peret - Ariola
- 1978 - Saboreando - Ariola
- 1978 - Peret - Ariola
- 1979 - El Joven Peret - CBS
- 1979 - El Jilguero - DB Belter
- 1981 - De Cap A La Palla - DB Belter
- 1988 - Rumba MIX (Saboreando a Peret) - Perfil
- 1991 - No se pué aguantar - PDI
- 1992 - Gitana Hechicera - PDI
- 1992 - Rumbas de la clausura - PDI (live with Los Manolos e Los Amaya)
- 1993 - Cómo me gusta - PDI
- 1995 - Que disparen flores - PDI
- 1996 - Jesús de Nazareth - PDI
- 2000 - Rey de la Rumba - Virgin
- 2007 - Que levante el dedo - K Industria Cultural
- 2008 - Gitana Hechicera - Picap
- 2008 - Cómo me gusta - Picap
- 2008 - Que disparen flores - Picap
- 2008 - Jesús de Nazareth - Picap
- 2009 - De los cobardes nunca se ha escrito nada - Universal Music
- 2017 - Des Del Respecte / Desde El Respeto - Satélite K

### Singoli[13]
- 1958 - Paco Leon*, Peret - Milonga / Romance Anonyme - Music-Hall
- 1963 - Patio Flamenco - Regal[14]
- 1964 - Peret y Sus Gitanos - Regal
- 1964 - Peret y Sus Rumbas Gitanas - Discophon
- 1964 - El Lunar En El Pie (Peret y Sus Gitanos) - Discophon
- 1964 - Que Nadie Sepa Mi Sufrir (Peret y Sus Gitanos) - Regal
- 1965 - Mi Bomba Sonó - Discophon
- 1965 - La Copa De Vino - Discophon
- 1965 - Clavo Y Martillo / Lamento Gitano / El Pasajero Cuña / Crucificado - Discophon
- 1965 - Peret Canta Villancicos Gitanos - Discophon
- 1966 - No Se - Discophon
- 1966 - La Fiesta No Es Para Feos - Discophon
- 1966 - La Noche Del Hawayano / Amanecer Guajiro (Peret y Sus Gitanos) - Regal
- 1967 - El Muerto Vivo - Discophon
- 1967 - Margot / El Sabio / Caballero Soy / Cuidate - Discophon
- 1967 - Una Lagrima - Vergara
- 1967 - Peret - Discophon
- 1967 - No Se - Discophon
- 1968 - El Gitano Antón - Vergara
- 1968 - Tracatra - Vergara
- 1968 - El Mig Amic / Pensant En Tu - Vergara
- 1969 - Guapa Maria / Que Tormento - Vergara
- 1969 - Castigadora / Andando Voy / Es Preferible / El Mesón Del Gitano - Vergara
- 1969 - El Meson Del Gitano / Andando Voy - Vergara
- 1969 - Una Lagrima - Supreme Records
- 1969 - Lamento gitano - Discophon
- 1969 - Gipsy Rhumbas - Discophon
- 1970 - Canta para el cine - Vergara
- 1971 - Si Fulano... / A Mi Las Mujeres, Ni Fu, Ni Fa - Ariola
- 1971 - Peret Y Su Rumba Gitana - Voy, Voy / Soledad - Onyx
- 1971 - Borriquito - Ariola
- 1971 - 100.000 Ladrones / Que Cosas Tiene El Amor - Disc Jockey
- 1971 - Don Toribio Carambola - Onyx
- 1971 - Una Lagrima - Musart
- 1971 - Es Preferible / Ni Fu Ni Fa - Ariola
- 1972 - Chaví - Ariola
- 1972 - Caridad / El Garrotín - Ariola
- 1972 - Ni Fu Ni Fa - Musart
- 1972 - Las Rumbas Del Maestro Peret - Disco Sorpresa Fundador
- 1973 - Tocale Las Palmas - Ariola
- 1973 - El Mosquito / Una Lágrima - Ariola
- 1973 - Mi santa - Ariola
- 1974 - Canta y sé feliz - Ariola - 3º classificato all'Eurovision Song Contest 1974
- 1974 - Corazón De Madera / Mírame - Ariola
- 1974 - Canta y sé feliz / El Pandero - Ariola
- 1974 - Canta y sé feliz / Guantanamera - CBS
- 1974 - Lo mejor de Peret - Ariola
- 1974 - Peret y sus gitanos - Emi
- 1975 - Dime Por Qué / Voy Pa Barcelona - Ariola
- 1975 - Jugando / Caliente - Ariola
- 1975 - Mi Papá / Dime Por Qué - Ariola
- 1976 - El Pandero / Jugando... - Ariola
- 1977 - Saboreando / Quisiera Que Me Quisieras - Ariola
- 1977 - El Aguardientoski / ¿Quién Me Puede Asegurar? - Ariola
- 1979 - Te Quiero Y No Te Quiero - Epic
- 1979 - A CambIo - Epic
- 1979 - Lagrimas Negras / La Espinita - Ariola
- 1979 - El joven Peret - CBS
- 1980 - Pa Amb Oli / De Cap A La Palla - DB Belter
- 1980 - El Jilguero - DB Belter
- 1980 - Ven A Volar / Tordo Vinoso - DB Belter
- 1981 - Borriquito / Canta Y Se Feliz - Ariola
- 1981 - De Coco A La Paja - DB Belter
- 1981 - De cap a la palla - Belter
- 1981 - De coco a la paja - Belter
- 1982 - El Forat - Belter
- 1988 - Borriquito Balearicmix - ZYX Records
- 1988 - Rumba Mix (Saboreando A Peret) Disco Medley - Atoll Music
- 1990 - Rumba House Mix - Ariola
- 1991 - Y No Provocan - DPI
- 1991 - Belen Y Tomasa - DPI
- 1992 - No Se Pué Aguantar  - DPI
- 1992 - Gitana Hechicera - DPI
- 1993 - Para Adelgazar - DPI
- 1993 - Porque Yo Me Ire - DPI
- 1994 - Les Diré / Debajo Del Puente - DPI
- 1995 - Que Disparen Flores - DPI
- 1996 - Jesús De Nazareth - DPI
- 2000 - El Lunar De Maria (feat. Jarabe De Palo) - Chewaka, Virgin
- 2000 - Lo Mato (feat. Estopa) - Chewaka, Virgin
- 2006 - Que Levante El Dedo - Rumba Classics
- 2007 - Jalamandrú - Rumba Classics
- 2008 - Lucky Bad / Raggaton - Ala Maca & El Mangui / Fulanos feat. Peret - Achiliboots

## Filmografia
Nel 1963 interpreta un piccolo ruolo in Los Tarantos di Francisco Rovira-Beleta, dove prende parte anche la ballerina Carmen Amaya. Lui stesso è stato protagonista di diversi film che hanno efficacemente contribuito all'espansione delle sue canzoni. Quasi tutti i titoli dei film di Peret erano stati in precedenza grandi successi discografici: Amor a todo gas, El mesón del gitano, Las 4 bodas de Marisol, Qué cosas tiene el amor, A mí las mujeres ni fu ni fa, Si Fulano fuese Mengano. Nel 1996 ha partecipato come attore nel film Alma gitana e nel 2001 in Marujas Assasinas. Nel 2018 viene presentato il docu-film Peret: yo soy la rumba, regia di Paloma Zapata, dove 50 anni dopo il successo di Borriquito, i nipoti del maestro sono i protagonisti di un ritratto intimo della famiglia, e della creazione dell'unico genere musicale nato sulla strada in Europa nel XX secolo, la rumba catalana, il racconto è accompagnato dalla voce narrante di Andreu Buenafuente.

### Attore

#### Cinema
- Con odio e con amore (Los Tarantos), regia di Francisco Rovira Beleta (1963)
- Un día después de agosto, regia di Germán Lorente (1968)
- El taxi de los conflictos, regia di Antonio Ozores e José Luis Sáenz de Heredia (1969)
- El mesón del gitano, regia di Antonio Román (1970)
- A mí las mujeres, ni fu ni fa, regia di Mariano Ozores (1971)
- Si Fulano fuese Mengano, regia di Mariano Ozores (1971)
- ¡Qué cosas tiene el amor!, regia di Germán Lorente (1973)
- Alma gitana, regia di Chus Gutiérrez (1996)
- Marujas asesinas, regia di Javier Rebollo (2001)
- Lazos rotos, regia di Miquel García Borda (2008)

## Premi
Nel 1998 ha ricevuto la Cruz de Sant Jordi, un riconoscimento assegnato dalla Generalitat de Catalunya.
Nel 2010 ha ricevuto la Medaglia d'Oro al Merito nelle Belle Arti assegnata dal Ministero dell'Istruzione, della Cultura e dello Sport, premiato dal re Juan Carlos e dalla regina Sofía.